# سانیلو
سانیلو (به ایتالیایی: Scagnello) یک کومونه در ایتالیا است که در استان کونیو واقع شده‌است. سانیلو ۹٫۰ کیلومتر مربع مساحت و ۲۰۹ نفر جمعیت دارد.